# فيليب ماير (كاتب)
فيليب ماير (بالإنجليزية: Philipp Meyer)‏‏ (1 مايو 1974 في نيويورك - ) كاتب، وروائي من الولايات المتحدة.

## الجوائز
- زمالة غوغنهايم